# Stauracio (eunuco)
Stauracio, ma anche Stauracius o Staurakios, in greco antico: Σταυράκιος? (... – Costantinopoli, 3 giugno 800), è stato un funzionario, diplomatico e logoteta bizantino eunuco che arrivò a essere uno dei consiglieri più importanti e influenti della basilissa bizantina Irene d'Atene.
Agì effettivamente come primo ministro durante la reggenza di Irene in nome del suo giovane figlio, l'imperatore Costantino VI, fra il 780 e il 790. Condannato all'esilio nel 790, ritornò nelle grazie dell'imperatore Costantino nel 792 e assistette Irene nella pianificazione della detronizzazione, accecamento e omicidio di suo figlio nel 797. La posizione di Stauracio in seguito fu minacciata dalla crescita di prestigio di un altro eunuco, Ezio. La loro crescente rivalità ed ambizione imperiale si risolsero solo con la morte di Stauracio il 3 giugno dell'800.

## Biografia

### Primo ministro sotto la reggenza di Irene

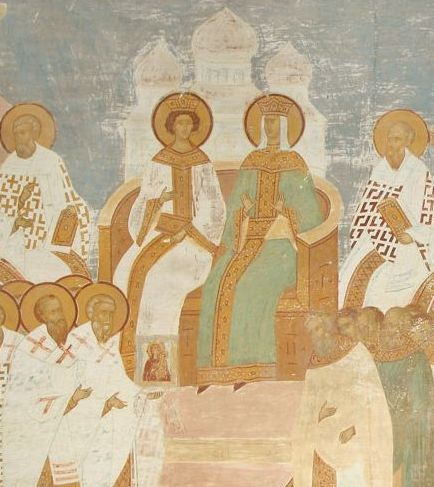
Affresco del XV secolo raffigurante l'imperatrice Irene e l'imperatore Costantino VI nell'atto di presiedere la sessione finale del Settimo concilio ecumenico (Secondo Concilio di Nicea), che rovesciò per la prima volta l'Iconoclasmo.

Nel 781 Irene, reggente per conto del figlio minorenne Costantino VI, nominò Stauracio logothetes tou dromou, cioè ministro degli esteri dell'Impero bizantino. Già patrikios, con questa promozione Stauracio divenne, citando testualmente il cronista Teofane Confessore, "l'uomo più importante della propria epoca e a capo di tutto" per gran parte della reggenza e regno di Irene. La sua nomina era in linea con la politica di Irene di fare affidamento su funzionari eunuchi nominandoli ministri o generali, dovuta in larga parte alla diffidenza provata nei confronti dei generali emersi sotto il regno del marito, Leone IV (r. 775–780), e del padre di questi Costantino V (r. 741–775). I generali, ferventemente leali alla dinastia isaurica e all'Iconoclastia, costituivano una minaccia per la reggente: già alcune settimane dopo la morte di Leone IV, Irene aveva sventato un intrigo di palazzo volto a porre sul trono il fratello superstite, il Cesare Niceforo.
Il crescente affidamento sugli eunuchi provocò del malcontento nell'esercito; il risentimento per l'elevamento di Stauracio a una carica tanto elevata è, per i cronisti bizantini, la causa della defezione (inizialmente tenuta segreta) dell'importante strategos armeno del Thema dei Bucellari, Tatzates, in favore degli Arabi nel 782. Si trattava di un grave colpo inferto ai Bizantini, che all'epoca erano quasi riusciti ad accerchiare l'esercito invasore del futuro Califfo Harun al-Rashid (r. 786–809). Su suggerimento di Tatzates, Harun aprì le negoziazioni, ma quando gli inviati imperiali, tra cui Stauracio, arrivarono, furono catturati e trattenuti come ostaggi. A quel punto, Tatzates e i propri uomini defezionarono pubblicamente in favore del Califfo. Stauracio e gli altri inviati furono liberati solo quando l'imperatrice Irene, in cambio di una tregua triennale, accettò le dure condizioni del califfo, tra cui il pagamento di un ingente tributo annuale di 70 000 o 90 000 dinar d'oro e la consegna di 10 000 abiti di seta.
Nell'anno successivo, Stauracio condusse una spedizione imperiale contro le comunità slave (Sclaviniae) insediatesi in Grecia. Partendo da Costantinopoli, l'esercito imperiale marciò, seguendo la costa trace, in Macedonia, per poi deviare a sud verso la Tessaglia, Grecia Centrale e il Peloponneso. La spedizione ripristinò almeno in parte l'autorità imperiale bizantina su queste regioni, oltre a rimpinguare le finanze con il bottino e i tributi raccolti dalle popolazioni locali. L'imperatrice Irene lo ricompensò permettendogli di celebrare un trionfo nell'Ippodromo di Costantinopoli nel gennaio 784.
Spronata da questi successi, grazie ai quali fu ripristinato il controllo imperiale su gran parte della Tracia fino a Filippopoli, Irene si decise a restaurare la venerazione delle icone, che era stata proibita dall'imperatore Costantino V. Un nuovo concilio ecumenico fu convocato nel 786. Inizialmente, avrebbe dovuto svolgersi nella Chiesa dei Santi Apostoli a Costantinopoli, ma i soldati dei tagmata, istituiti da Costantino V e rimasti leali all'iconoclastia, si radunarono all'esterno in segno di protesta e alla fine, con la loro irruzione, costrinsero l'imperatrice a rinviare il concilio. Per neutralizzarli, Irene inviò i tagmata nella base dell'esercito di Malagina in Bitinia, ufficialmente per via dei preparativi di una campagna contro gli Arabi. Una volta arrivati, all'incirca 1 500 soldati furono congedati mentre Stauracio affidò alle truppe tematiche leali della Tracia il compito di proteggere la capitale. Una volta prese tali precauzioni onde impedire alle truppe iconoclaste di sabotare i suoi piani, Irene riconvocò il concilio a Nicea, dopo aver destituito i vescovi iconoclasti più ricalcitranti. Prevedibilmente, il concilio condannò l'iconoclasmo come eresia, e la venerazione delle immagini fu ripristinata.

### Scontro con Costantino VI
Nel 788, attestano le fonti, Stauracio presenziò in qualità di giudice alla sfilata delle spose per il diciassettenne Costantino VI, insieme a Irene e allo stesso giovane imperatore bizantino. Maria di Amnia fu scelta, anche se Costantino non aveva preso bene la rottura del precedente fidanzamento con Rotrude, la figlia di Carlo Magno. Da quel momento, cominciò a dare segni di insoddisfazione per il fatto che lo stato fosse retto dalla madre e dai suoi funzionari eunuchi di fiducia. Costantino cospirò per assumere il potere effettivo dello stato, pianificando di arrestare Stauracio ed esiliarlo in Sicilia. I piani dei cospiratori, tuttavia, furono scoperti da Stauracio che persuase Irene ad arrestare, torturare, esiliare o imprigionare i congiurati, mentre Costantino VI fu punito con gli arresti domiciliari. Successivamente Irene ordinò all'esercito di prestare giuramento di fedeltà, la cui formulazione la citava prima del figlio. Tale ordine provocò l'ammutinamento dei soldati del Thema Armeniaco, al quale aderirono i vari eserciti anatolici che si erano radunati in Bitinia; i ribelli richiesero il rilascio dell'imperatore Costantino. Cedendo alle loro pressioni, Irene capitolò e Costantino fu proclamato sovrano unico nel dicembre 790. Tra i primi atti di Costantino vi fu l'ordine di fustigare, tonsurare ed esiliare nel thema Armeniaco Stauracio, mentre tutti gli altri funzionari eunuchi furono esiliati.
Irene rimase confinata in un palazzo al Porto di Eleuterio nella capitale ma conservò formalmente il titolo di imperatrice. Il 15 gennaio 792, per ragioni non chiare, fu riammessa al palazzo imperiale recuperando la coreggenza dell'impero con conseguente reinserimento del proprio nome nelle acclamazioni imperiali. Anche Stauracio recuperò il favore imperiale e tornò a svolgere, con Irene, un ruolo attivo nel governo dello stato. A partire da questo momento Costantino, intento in svaghi personali o nella supervisione dell'esercito intento in campagne militari, abbandonò la gestione del palazzo, del governo e delle finanze alla madre e ai propri eunuchi. Inoltre si consultava con la madre o con i suoi ministri relativamente ai suoi piani e prese importanti decisioni con il loro consenso. La piega degli eventi indusse il thema degli Armeniaci di nuovo all'ammutinamento, ma il loro comandante, Alessio Mosele, si trovava in quel momento a Costantinopoli. Nonostante avesse ricevuto delle garanzie di sicurezza, Mosele fu imprigionato e successivamente accecato su istigazione di Irene e Stauracio, entrambi bramanti vendetta per il ruolo svolto nella loro caduta in disgrazia nel 790.
Tale atto gli procurò l'ostilità dell'esercito, soprattutto degli Armeniaci, che avevano costituito una ferma base di appoggio per Costantino VI contro sua madre. Con la perdita o l'indebolimento dei suoi sostenitori, fu costretto a fare affidamento sempre maggiore sulla madre. Nel 795, Costantino compromise le relazioni con la chiesa con la cosiddetta "controversia mechiana", scoppiata quando divorziò da Maria e si risposò con la propria amante Teodota. Di conseguenza, la posizione dell'imperatrice si rafforzò, e ben presto cominciò a cospirare contro il figlio. Costantino, ignaro della congiura in atto, passava il tempo a svagarsi, cacciando e riposando, lasciando la gestione dello stato alla madre, soprattutto quando trasferì l'intera corte a Porsa per svagarsi, ma quando apprese che la moglie Teodota aveva partorito, ritornò nella capitale e lasciò la madre sola con la corte e i soldati, facilitandole così il conseguimento dei propri obiettivi. Mentre Irene subornò i tagmata e portò dalla propria parte numerosi e importanti esponenti della nobiltà, della corte e del clero, nonché diversi ufficiali delle altre armate nei pressi della capitale e delle province e finanche amici stretti di Costantino, Stauracio e altri agenti di Irene sabotarono una spedizione condotta da Costantino contro gli Arabi, timorosi che un eventuale successo avrebbe fatto riguadagnare al sovrano il favore del popolo e dell'esercito. Al ritorno nella capitale, Costantino fu catturato e accecato. Anche se secondo la versione ufficiale degli eventi sarebbe sopravvissuto all'accecamento e avrebbe passato il resto dei propri giorni in prigionia, probabilmente morì in conseguenza delle ferite infertegli qualche tempo dopo.

### Irene imperatrice unica e la rivalità di Stauracio con Ezio

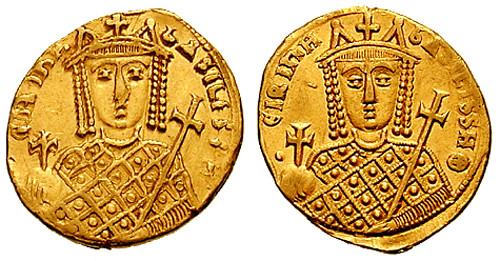
Solido d'oro dell'imperatrice Irene (r. 797–802).

Con la detronizzazione di Costantino VI, Irene divenne sovrana unica, la prima imperatrice bizantina a riuscirci. Stauracio, tuttavia, si trovò a dover difendere la propria posizione a corte da un altro potente eunuco, nonché servitore di fiducia dell'imperatrice, Ezio. Entrambi fecero a gara nel collocare i propri parenti in posizioni di potere in modo da assicurarsi il controllo dello stato alla morte di Irene.
La rivalità si intensificò ulteriormente allorquando Irene cadde gravemente malata nel maggio 799. Con la complicità del Domestico delle Scholae, Niceta Trifillio, Ezio accusò, davanti ad Irene, Stauracio di tramare l'usurpazione del trono. Irene convocò un consiglio al Palazzo di Hieria, dove il potente ministro ricevette un rimprovero ma se la cavò con delle scuse. Stauracio non tardò a preparare il proprio contrattacco, subornando membri dei tagmata, anche se parrebbe non essere riuscito a portare dalla propria parte i comandanti di grado più elevato. Anche se, in qualità di eunuco, era ineleggibile al trono imperiale, Stauracio parrebbe aver aspirato a diventare imperatore. Avvertita da Ezio, nel febbraio 800 l'imperatrice Irene emanò degli ordini con i quali proibiva agli esponenti dell'esercito di avere contatti con Stauracio. Tale misura ostacolò i piani di quest'ultimo, e instaurò un equilibrio precario tra Stauracio ed Ezio, con quest'ultimo che ancora godeva dell'appoggio di Niceta Trifillio. Poco tempo dopo, Stauracio cadde gravemente malato, con episodi di emottisi. Tuttavia, convinto da dottori, monaci e indovini che sarebbe sopravvissuto alla malattia e che sarebbe diventato imperatore di Bisanzio, istigò una rivolta in Cappadocia contro il proprio avversario Ezio, che si era all'epoca assicurato la carica di strategos del Thema degli Anatolici (la massima carica militare bizantina). Tuttavia Stauracio si spense il 3 giugno 800, prima ancora che la notizia della rivolta, rapidamente soffocata, raggiungesse la capitale.